# Savignac-les-Églises
Savignac-les-Églises (occitanska: Savinhac de las Gleisas) är en kommun i departementet Dordogne i regionen Nouvelle-Aquitaine i sydvästra Frankrike. Kommunen ligger i kantonen Savignac-les-Églises som tillhör arrondissementet Périgueux. År 2022 hade Savignac-les-Églises 947 invånare.

## Geografi

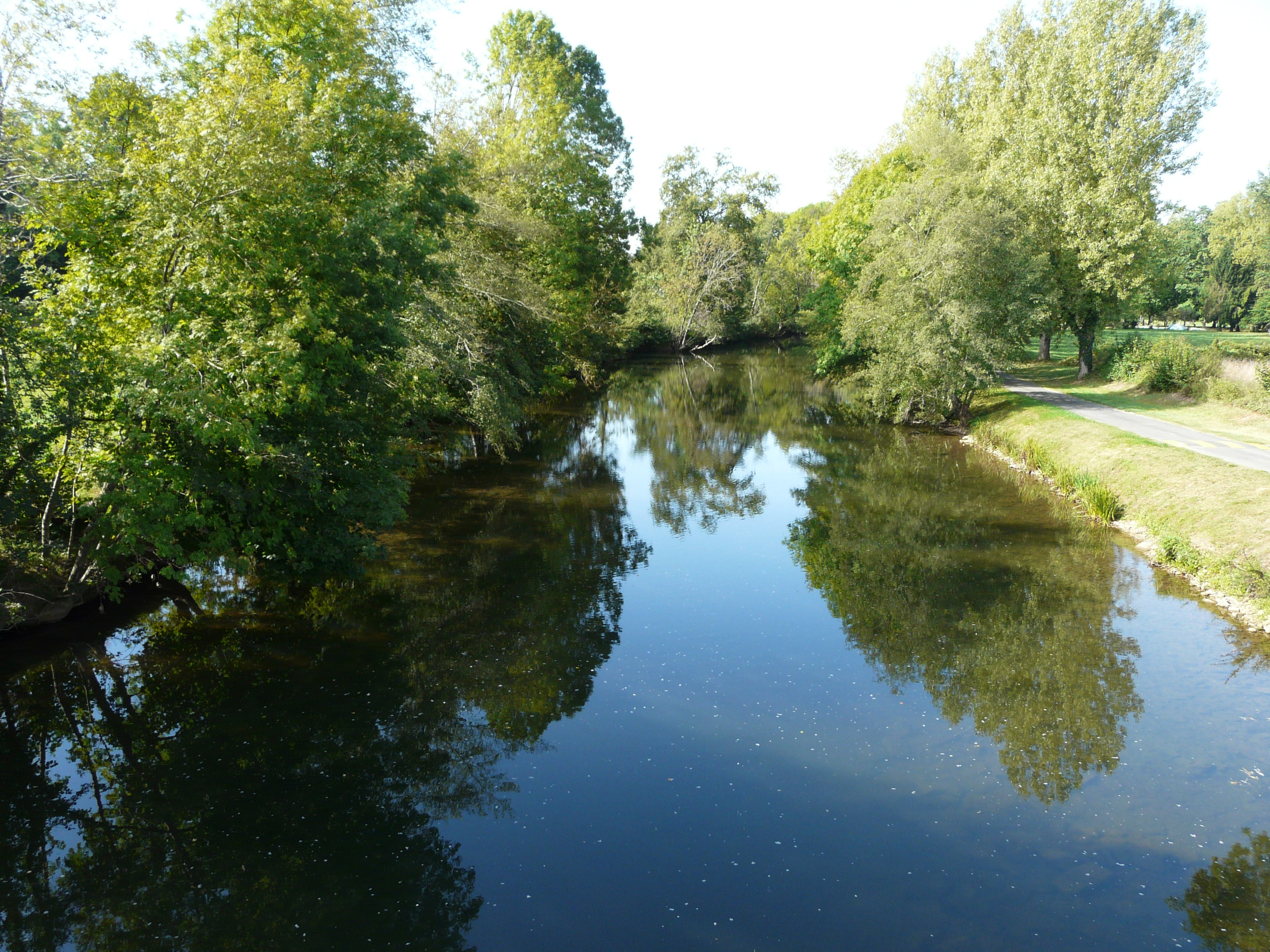
Floden Isle flyter genom Savignac

Savignac-les-Églises ligger i landskapet Périgord. Genom kommunen flyter floden Isle.

## Historia
Kommunens namn har galliskt-romerskt ursprung, nämligen att det var Sabinius domän (domaine de Sabinius). Namnets andra del hänvisar till att byn uppstod kring två medeltida kyrkor (églises). Savignac-Les-Églises är känt sedan 1100-talet (Savinhaco). På 1600-talet kallades byn för Savignac-les-Deux-Églises. År 1794 fördes Savignac samman med kommunen Saint-Privat-d'Excideuil. Därmed fanns fyra kyrkor i kommunen. Mellan 1888 och 1948 hade Savignac en spårvagnsförbindelse med den närmaste staden, Périgueux.

## Näringsliv
Savignac ingår numera i Perigueux stadsområde [aire urbaine de Périgueux). Området kring Savignac har varit känt för sina viner,vin de Sorges. I Savignac finns sedan 1988 en av Frankrikes högskolor för hotell och restaurang, École de Savignac.

## Befolkningsutveckling
Antalet invånare i kommunen Savignac-les-Églises
Referens:INSEE

## Galleri

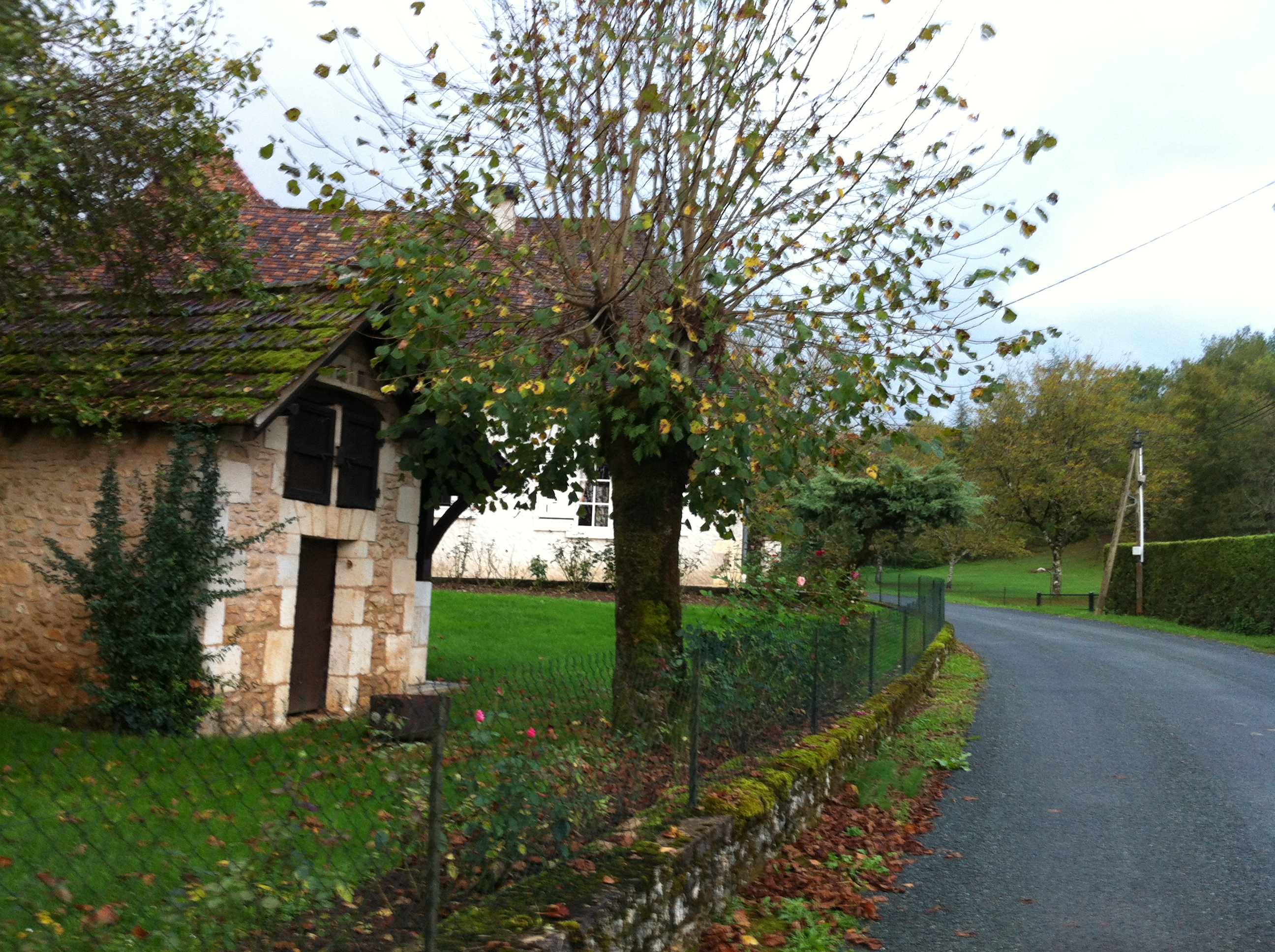
En bondgård strax utanför byn Savignac-Les-Églises i Périgord
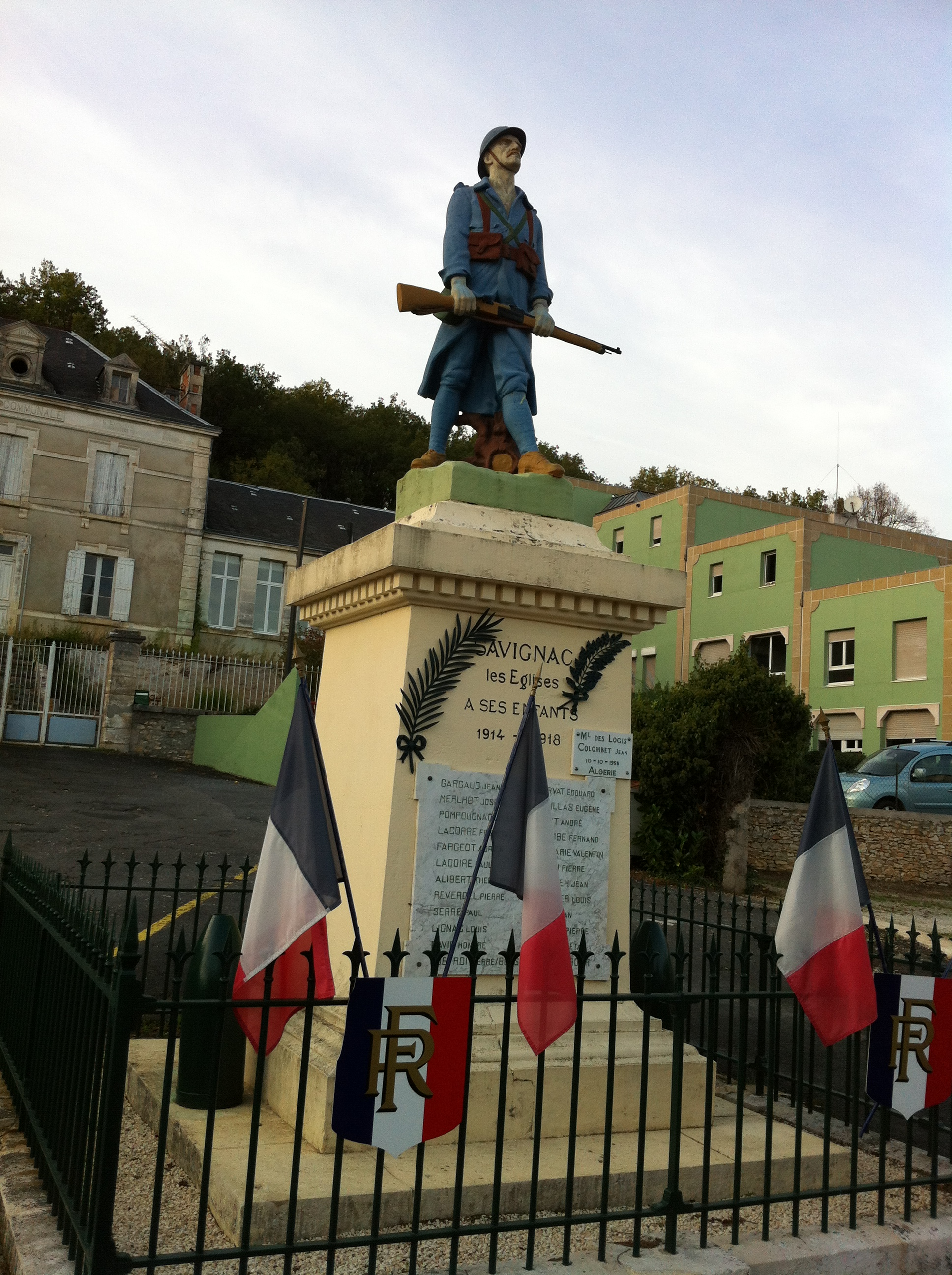
Minnesmärke från första världskriget, framför hotellhögskolan i Savignac-Les-Églises
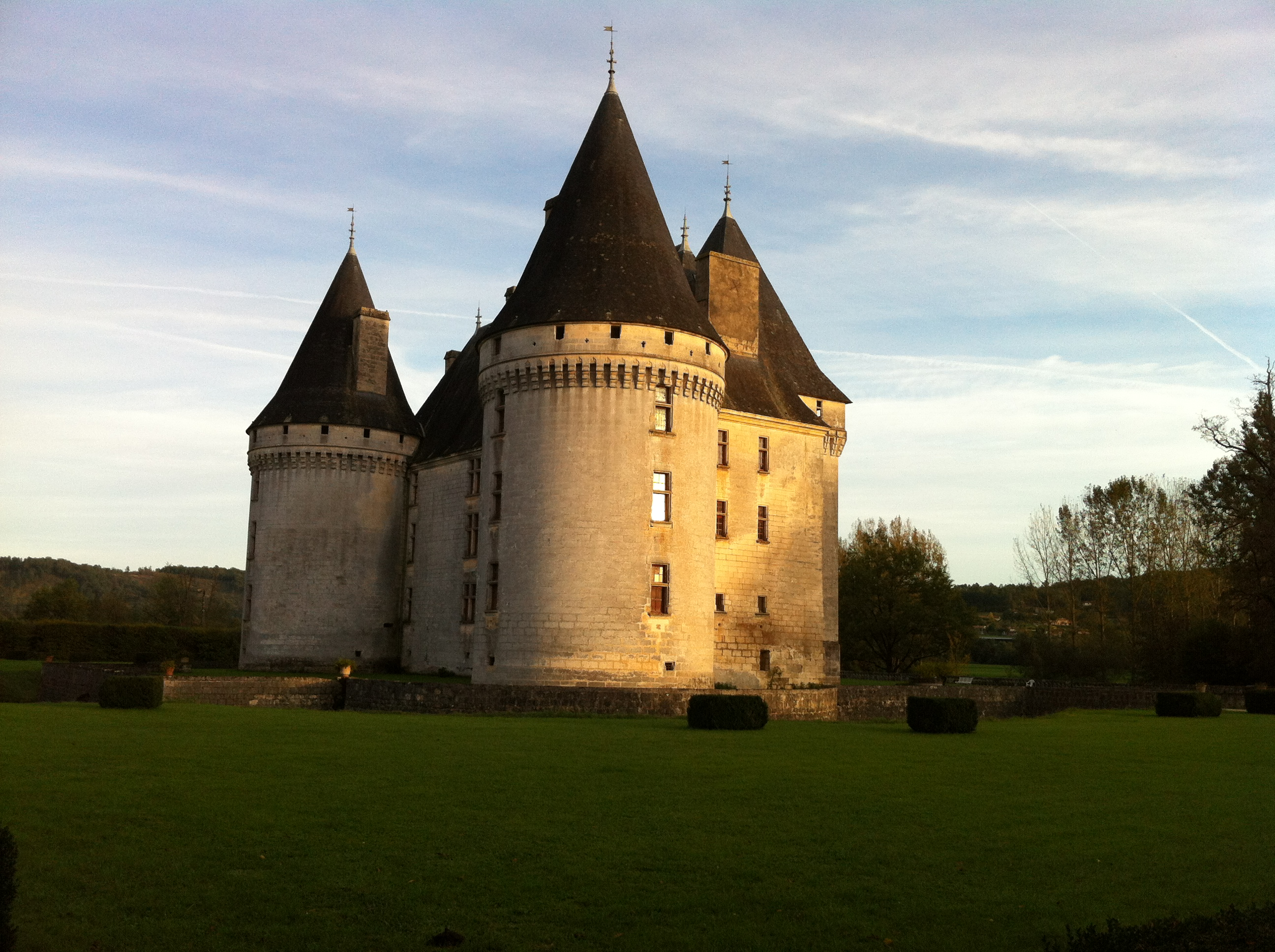
Slottet Château des Bories mellan Périgueux och Savignac-Les-Églises
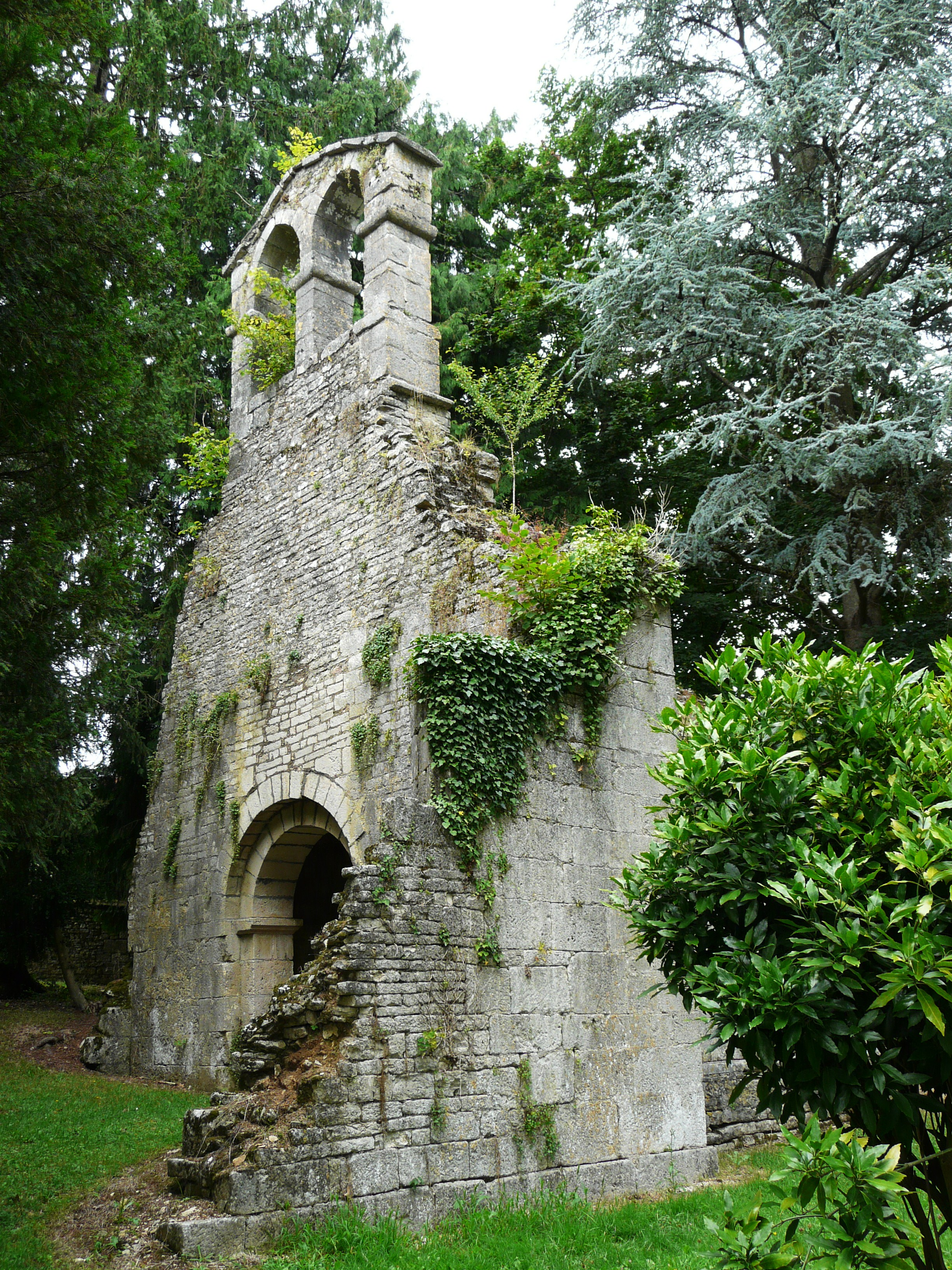
Ruinerna efter Sankt Kristoffers-kapellet (Chapelle Saint-Christophe)
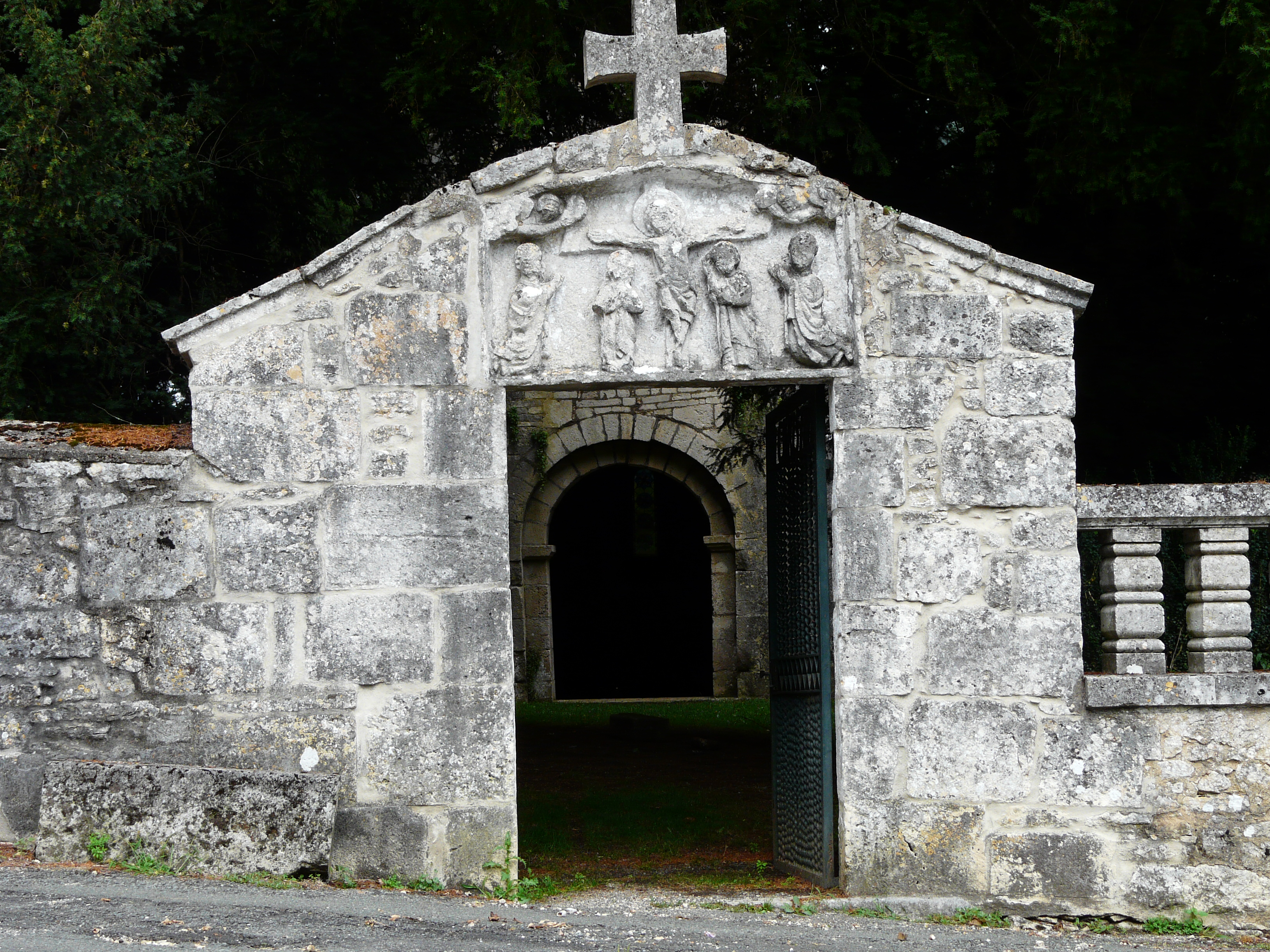
En port till kapellet